# Per Nyman
Per Nyman, född 8 januari 1988 i Sundsvall, är en svensk fotbollsspelare som spelar för Sund IF i division 3 Mellersta Norrland. Nyman har tidigare spelat 18 matcher i Superettan under sin tid i GIF Sundsvall och tillhörde senare Selånger FK då klubben spelade i division 1 Norra.
Per är idag etta i skytteligan för Div 3 Mellersta Norrland.

## Klubbar
- Sund IF (Moderklubb)
- GIF Sundsvall (2006-2008)
- Sund IF (2009-2012)
- Selånger FK (2012-2015)
- IFK Timrå (2015 - 2017)
- Sund IF (2017 -